# Карр, Стивен (фигурист)
Сти́вен Карр (англ. Stephen Carr; род. 6 января 1966 года) — австралийский фигурист, выступавший в парном катании с сестрой Даниэль Карр. Они девятнадцать раз становились чемпионами Австралии по фигурному катанию, представляли страну на Зимних Олимпийских играх 1992, 1994 и Зимних Олимпийских играх 1998 годов, где занимали соответствнно 13-е, 11-е и 13-е места. В 1998 году Карр окончил любительскую карьеру и в настоящее время работает тренером. Среди его учеников — фигуристы Шон Карлоу, а также пара Эмма Брайен и Стюарт Бэкингем.